# The Kooks
The Kooks er et engelsk indie-rock band fra Brighton. Band navnet The Kooks stammer fra David Bowie sangen "Kooks" fra albummet Hunky Dory. Bandets debutalbum Inside Inside In/Inside Out, tilbragte mere en det halve af 2006 på "UK Top 20" og har solgt over 1 million plader i England og over 2 millioner på verdensplan. Efter bandet udgav pladen Inside In/Inside Out, drog de på deres første turne i USA, hvilket resulterede i udsolgte koncerter i både New York og Los Angeles. Efterfølgende har The Kooks i 2008 udgivet deres andet album Konk, der er navnet på det studie albummet blev indspillet i, hvorpå bl.a. hittet "Always Where I Need To Be" var at finde. Med udgivelsen af Konk fulgte også et special edition dobbeltalbum ved navn Rak. I april 2009 udtalte forsangeren Luke Prichard, at bandet pt. arbejder på deres tredje album.

## Medlemmer
Bandet bestod oprindeligt af Luke Pritchard (vokal, guitar), Max Rafferty (bas), Hugh Harris (lead guitar) and Paul Garred (trommer).
De blev dannet på Brighton Institute of Modern Music. Rafferty forlod bandet permanent i 2008, hvorfor man indhentede Dan Logan i en kort periode, indtil Peter Denton sluttede sig til bandet i oktober 2008. I 2010 forlod også Garred bandet, og de har siden da indhentet Chris Prendergast som erstatning for Garred.

## Diskografi

### Studiealbums
- Inside In / Inside Out (2006)
- Konk (2008)
- Junk of the Heart (2011)
- Listen (2014)
- Let's Go Sunshine (2018)

### Singler
| Year | Single                      | Album                |    |
| Year | Single                      | Album                | DK |
| ---- | --------------------------- | -------------------- | -- |
| 2005 | "Eddie's Gun"               | Inside In/Inside Out | -  |
| 2005 | "Sofa Song"                 | Inside In/Inside Out | -  |
| 2006 | "You Don't Love Me"         | Inside In/Inside Out | -  |
| 2006 | "Naïve"                     | Inside In/Inside Out | -  |
| 2006 | "She Moves in Her Own Way"  | Inside In/Inside Out | -  |
| 2006 | "Ooh La"                    | Inside In/Inside Out | -  |
| 2008 | "Always Where I Need to Be" | Konk                 | -  |
| 2008 | "Shine On"                  | Konk                 | -  |
| 2008 | "Sway"                      | Konk                 | -  |